# Harald Ackermann
Harald Friedrich Nikolaus Ackermann (* 21. November 1810 in Kiel; † 6. September 1873 in Oldesloe) war ein deutscher Mediziner.

## Leben

### Familie
Harald Ackermann war der Sohn des Kaufmanns und Konsuls Johann Andreas Ackermann und dessen Ehefrau Georgine (geb. von Klöker).
Er war mit Friederica (geb. Friedrichsen, * 14. Februar 1812 in Keitum), verheiratet; die kirchliche Trauung fand am 25. August 1843 in Keitum statt; gemeinsam hatten sie zwei Kinder.

### Werdegang
Nach dem Besuch von Schulen in Kiel, Eutin und Ratzeburg studierte Harald Ackermann Medizin an den Universitäten Kiel, Halle und Heidelberg. 1835 promovierte er an der Universität Kiel mit der Dissertation De Pedum sudore foetido zum Dr. med. et chir. 
Im Jahr 1836 begann Ackermann seine akademische Karriere als Privatdozent in Kiel. Ein Jahr später wurde er Physikus in Neumünster und übernahm 1839 die Position des Landschaftsarztes auf Sylt. In dieser Funktion war er von 1839 bis 1855 ausschließlich für die medizinische Versorgung der Insulaner verantwortlich und konnte die besonderen klimatischen Bedingungen der Insel für seine Forschungsarbeiten nutzen.
Während seiner Zeit auf Sylt veröffentlichte Harald Ackermann 1854 die wissenschaftliche Abhandlung Das Wetter und die Krankheiten, die auf seinen eigenen meteorologischen Beobachtungen basierte. Diese knapp 150-seitige Schrift untersuchte den Zusammenhang zwischen Wetterbedingungen und Krankheiten der Inselbevölkerung und kam ohne Bezug auf Meerwasser-Anwendungen oder Seebäder aus. In der Einleitung seiner Arbeit betonte er die erkennbare Wechselwirkung zwischen den Krankheiten der organischen Wesen und den Eigenschaften des „Luftmeeres“, in dem sie leben. 
Ackermann nutzte die geschlossene Gemeinschaft der Sylter Bewohner, um die Auswirkungen des Klimas auf die Gesundheit zu untersuchen. Aufgrund des Fehlens kontinuierlicher meteorologischer Daten zu dieser Zeit war eine umfassende Vorarbeit erforderlich. Ackermann dokumentierte seine eigenen Wetterbeobachtungen und stellte einen detaillierten Zusammenhang zwischen den klimatischen Bedingungen und den Gesundheitszuständen der etwa 3.000 Insulaner her. Er berichtete über das bemerkenswerte Fehlen von Krankheiten wie Syphilis, Krätze und Skropheln auf der Insel und lobte den allgemeinen Gesundheitszustand der Bevölkerung.
Seine Arbeit stellte einen „ganzheitlichen“ Ansatz zur Klimatherapie dar und wurde im Biographischen Lexikon der hervorragenden Ärzte aller Zeiten und Völker gewürdigt. Ackermann konnte durch seine Beobachtungen interessante Parallelen zu heutigen Vorstellungen der medizinischen Klimatologie aufzeigen. Seine Schlussfolgerungen über die Auswirkungen von Wärme auf den menschlichen Organismus und die Entstehung von Krankheiten waren wegweisend und wurden erst viele Jahre später umfassend in der medizinischen Forschung anerkannt.
Die heilkräftige Wirkung des Aerosols veranlasste 1855 den Landvogt Werner von Levetzau (1822–1899), erstmals Badekarren und Umkleidezelte am Westerländer Strand aufzustellen. Damit begründete er das erste Seebad auf Sylt, vier Jahre vor dessen offizielle Gründung 1859 in Wenningstedt.
Im März 1855 wurde Ackermann von der dänischen Regierung als Distrikts-Physikus nach Oldesloe versetzt, wo er bis zu seinem Tod arbeitete.  
Neben seiner Hauptpublikation verfasste Ackermann auch andere Aufsätze, darunter Über Metastase und Fall von totaler Lähmung des Darmkanals und dadurch erfolgtem Tode. 
Sein Beitrag zur medizinischen Klimatologie und die frühe Erforschung der Wechselwirkungen zwischen Wetter und Gesundheit sind bis heute von Bedeutung und zeugen von seiner innovativen Denkweise in einer Zeit, in der solche Zusammenhänge oft übersehen wurden.

## Schriften (Auswahl)
- De Pedum sudore foetido. 1835.
- Das Wetter und die Krankheiten. 1854 (Digitalisat).